# Rödfena
Rödfena (Aphyocharax anisitsi, även kallad blodfenstetra) är en tropisk art av stimfisk bland tetrorna, tillhörande familjen laxkarpar. Namnet rödfena kommer av att de lätt igenkännes efter sin röda färg på stjärtfenan och runt analfenan. Rödfena är en populär akvariefisk och har odlats i fångenskap sedan 1906, men den har inte blivit särskilt populär förrän på senare tid. Den kan bli 5 cm lång.
Hannar har en intensivare färgsättning än honor. I akvarium hölls arten ofta tillsammans med pansarmalar av släktet Corydoras, med ciklider av släktet Apistogramma, med harneskmalar av släktet Ancistrus och med fiskar av släktet Hyphessobrycon.
Arten förekommer i avrinningsområdet av Paranáfloden i södra Brasilien, Uruguay och Argentina. Vattnets temperatur ligger mellan 18°C och 28°C. Födan utgörs av insekter, kräftdjur och maskar. Könsmogna hannar har en körtel vid gälarna och krokar i analfenan. Hos exemplar i akvarium sker äggläggningen på morgonen. Antalet ägg går upp till 800. Ungefär 20 till 25 timmar senare kläcks äggen.

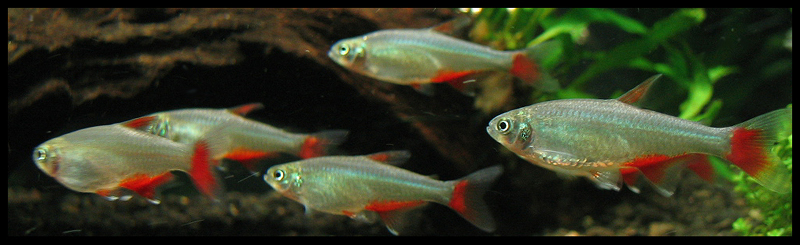
Rödfenor i ett litet stim.